# Estlands herrlandslag i ishockey
Estlands herrlandslag i ishockey representerar Estland i ishockey för herrar. Första matchen spelades den 20 februari 1937 i Helsingfors, och förlorades med 1-2 mot Finland .

## OS-turneringar
- 1992 - OS i Albertville, Frankrike - deltog ej
- 1994 - OS i Lillehammer, Norge - deltog ej
- 1998 - OS i Nagano, Japan - kvalificerade sig inte
- 2002 - OS i Salt Lake City, USA - kvalificerade sig inte
- 2006 - OS i Turin, Italien - kvalificerade sig inte
- 2010 - OS i Vancouver, Kanada - kvalificerade sig inte
- 2014 - OS i Sotji, Ryssland - kvalificerade sig inte

## VM-turneringar
- 1993 - C-VM kval i Lettland - tvåa (näst sist), 2 matcher, 1 seger, 0 oavgjorda, 1 förlust, 9 gjorda mål, 7 insläppta mål, 2 poäng.
- 1994 - C-VM kval i Estland/Litauen (hemmaplan) - 2 matcher, 2 segrar, 0 oavgjorda, 0 förluster, 16 gjorda mål, 4 insläppta mål, 4 poäng.
- 1994 - D-VM i Spanien - etta (guld), 6 matcher, 6 segrar, 0 oavgjorda, 0 förluster, 76 gjorda mål, 1 insläppta mål, 12 poäng.
- 1995 - C-VM i Bulgarien - fyra, 4 matcher, 3 segrar, 0 oavgjorda, 1 förlust, 22 gjorda mål, 16 insläppta mål, 6 poäng.
- 1996 - C-VM i Slovenien - femma, 7 matcher, 3 segrar, 1 oavgjord, 3 förluster, 36 gjorda mål, 29 insläppta mål, 7 poäng.
- 1997 - C-VM i Estland (hemmaplan) - trea (brons), 6 matcher, 1 seger, 4 oavgjorda, 1 förlust, 24 gjorda mål, 19 insläppta mål, 6 poäng.
- 1998 - B-VM i Slovenien - trea (brons), 7 matcher, 3 segrar, 1 oavgjord, 3 förluster, 15 gjorda mål, 19 insläppta mål, 7 poäng.
- 1999 - A-VM kval i Österrike - fyra (sist), 3 matcher, 0 segrar, 0 oavgjorda, 3 förluster, 3 gjorda mål, 21 insläppta mål, 0 poäng.
- 1999 - B-VM i Danmark - sexa, 7 matcher, 2 segrar, 1 oavgjord, 4 förluster, 17 gjorda mål, 25 insläppta mål, 5 poäng.
- 2000 - B-VM i Polen - sexa, 7 matcher, 3 segrar, 0 oavgjorda, 4 förlust, 19 gjorda mål, 27 insläppta mål, 6 poäng.
- 2001 - VM Division I i Slovenien - sexa (sist), 5 matcher, 0 segrar, 1 oavgjord, 4 förluster, 13 gjorda mål, 39 insläppta mål, 1 poäng.
- 2002 - VM Division II i Sydafrika - etta (guld), 5 matcher, 5 segrar, 0 oavgjorda, 0 förluster, 74 gjorda mål, 7 insläppta mål, 10 poäng.
- 2003 - VM Division I i Kroatien - trea (brons), 5 matcher, 2 segrar, 0 oavgjorda, 3 förluster, 12 gjorda mål, 20 insläppta mål, 4 poäng.
- 2004 - VM Division I i Polen - fyra, 5 matcher, 2 segrar, 1 oavgjord, 2 förluster, 26 gjorda mål, 23 insläppta mål, 5 poäng.
- 2005 - VM Division I i Nederländerna - fyra, 5 matcher, 1 seger, 3 oavgjorda, 1 förlust, 16 gjorda mål, 15 insläppta mål, 5 poäng.
- 2006 - VM Division I i Estland (hemmaplan) - fyra, 5 matcher, 2 segrar, 0 oavgjorda, 3 förlust, 19 gjorda mål, 21 insläppta mål, 4 poäng.
- 2007 - VM Division I i Kina - fyra, 5 matcher, 1 seger, 1 sudden deaths-/straffläggningsseger, 2 sudden deaths-/straffläggningsförluster, 1 förlust, 16 gjorda mål, 17 insläppta mål, 7 poäng.
- 2008 - VM Division I i Japan - sexa (sist), 5 matcher, 1 sudden deaths-/straffläggningsförlust, 4 förluster, 9 gjorda mål, 21 insläppta mål, 1 poäng.
- 2009 - VM Division II i Serbien - tvåa (silver), 5 matcher, 4 segrar, 1 sudden deaths-/straffläggningsförlust, 68 gjorda mål, 12 insläppta mål, 13 poäng.
- 2010 - VM Division II i Estland (hemmaplan) - etta (guld), 5 matcher, 5 segrar, 0 förluster, 62 gjorda mål, 5 insläppta mål, 15 poäng.
- 2011 - VM Division I i Ukraina - sexa (sist), 5 matcher, 0 segrar, 5 förluster, 8 gjorda mål, 30 insläppta mål, 0 poäng.
- 2012 - VM Division II Grupp A i Island - etta (guld), 5 matcher, 5 segrar, 0 förluster, 39 gjorda mål, 11 insläppta mål, 15 poäng.
- 2013 - VM Division I Grupp B i Ukraina - sexa (sist), 5 matcher, 0 segrar, 5 förluster, 0 sudden deaths-/straffläggningssegrar, 0 sudden deaths-/straffläggningsförluster, 14 gjorda mål, 36 insläppta mål, 0 poäng.
- 2014 - VM Division II Grupp A i Serbien - etta (guld), 5 matcher, 5 segrar, 0 förluster, 36 gjorda mål, 8 insläppta mål, 15 poäng.
- 2015 - VM Division I Grupp B i Nederländerna - femma (näst sist), 5 matcher, 1 seger, 4 förluster, 0 sudden deaths-/straffläggningssegrar, 0 sudden deaths-/straffläggningsförluster, 10 gjorda mål, 21 insläppta mål, 3 poäng.
- 2016 - VM Division I Grupp B i Kroatien - femma (näst sist), 5 matcher, 1 seger, 3 förluster, 0 sudden deaths-/straffläggningssegrar, 1 sudden deaths-/straffläggningsförlust, 12 gjorda mål, 23 insläppta mål, 4 poäng.

## VM-statistik

### 1993-2006
| VM-Turneringar    | Matcher | Segrar | Oavgjorda | Förluster | Gjorda mål | Insläppta mål | Poäng |
| ----------------- | ------- | ------ | --------- | --------- | ---------- | ------------- | ----- |
| A-VM              | 0       | 0      | 0         | 0         | 0          | 0             | 0     |
| B-VM/Division I   | 46      | 15     | 7         | 24        | 137        | 189           | 37    |
| C-VM/Division II  | 22      | 12     | 5         | 5         | 156        | 71            | 29    |
| D-VM/Division III | 6       | 6      | 0         | 0         | 76         | 1             | 12    |

### 2007-
| VM-Turneringar | Matcher | Segrar | Förluster | Sudden deaths-/Straffläggningssegrar | Sudden deaths-/Straffläggningsförluster | Gjorda mål | Insläppta mål | Poäng |
| -------------- | ------- | ------ | --------- | ------------------------------------ | --------------------------------------- | ---------- | ------------- | ----- |
| VM             | 0       | 0      | 0         | 0                                    | 0                                       | 0          | 0             | 0     |
| Division I     | 35      | 5      | 25        | 1                                    | 4                                       | 80         | 168           | 21    |
| Division II    | 20      | 19     | 0         | 0                                    | 1                                       | 205        | 36            | 58    |
| Division III   | 0       | 0      | 0         | 0                                    | 0                                       | 0          | 0             | 0     |

- ändrat poängsystem efter VM 2006, där seger ger 3 poäng istället för 2 och att matcherna får avgöras genom sudden death (övertid) och straffläggning vid oavgjort resultat i full tid. Vinnaren får där 2 poäng, förloraren 1 poäng.